# John Aalmo
John Aalmo (7 tháng 8 năm 1902 - 19 tháng 7 năm 1981) là một chính trị gia người Na Uy cho Đảng Bảo thủ.
Ông sinh ra ở Aure với tư cách là con trai của giáo viên và thị trưởng Ole Aalmo (1861–1943) và Gjertrud, nhũ danh Rimstad (1876–1937). Ông đã dành phần lớn sự nghiệp của mình, từ 1958 đến 1978, tại Fosen Trafikklag. Ông cũng là thành viên hội đồng quản trị ở đây cũng như Fosen Aktie Dampskipsselskap.
Aalmo từng là thị trưởng của Sandstad từ năm 1934 đến năm 1957, và là thành viên của hội đồng quận trong cùng thời kỳ. Ông từng là phó đại diện của Quốc hội Na Uy từ Sør-Trøndelag trong các nhiệm kỳ 1954–1957 và 1958–1961. Tổng cộng ông đã có mặt trong 95 ngày của kỳ họp quốc hội.